# Opération SilverFin
Opération SilverFin (SilverFin) est le premier livre de la série La Jeunesse de James Bond écrite par Charlie Higson. Dans ce roman, on en apprend plus sur l'adolescent et la famille du célèbre agent secret. Il y aura plusieurs "suites".
L'histoire se déroule en 1933, James Bond a 13 ans et se retrouve à enquêter sur la disparition d'un enfant autour d'un sombre château.

## Résumé
Avant de devenir l’espion mondialement connu, James Bond fut un garçon de treize ans comme les autres. Après la mort de ses parents dans un accident de montagne, il intègre le prestigieux collège d’Eton où il devient l’ennemi juré de George Hellebore, un jeune Américain arrogant dont le père, richissime marchand d'armes, est fasciné par la science. De retour en Écosse, chez sa tante et son oncle, pour les vacances, James fait la connaissance de Kelly, un gamin débrouillard à la recherche de son cousin mystérieusement disparu. L’enquête des deux garçons les conduit dans une propriété jalousement gardée, appartenant à lord Hellebore, le père de George. James parvient à entrer dans le château et découvre un projet démentiel baptisé Silverfin qui vise à créer des supers soldats, de véritables machines à tuer. Surpris par Hellebore et ses hommes de main, James est fait prisonnier : il va devenir leur prochain cobaye. Mais l’adolescent leur échappe et, avec l’aide inattendue de George Hellebore et d’une séduisante et courageuse jeune fille, parvient à détruire le laboratoire.

## Personnages principaux
- James Bond, 13 ans.
- Kelly "le rouge"
- George Hellebore
- Lord Randolph Hellebore
- Wilder Lawless
- Tante Charmian
- Oncle Max
- L'équarisseur (Mike Moran)
- Cleek MacSawney
- Dr. Perseus Friend
- Pritpal Nandra
- Tommy Chong

## Anecdotes
- Le roman fut adapté deux fois en bande dessinée en 2008 (SilverFin: The Graphic Novel) et en 2020, et en jeu pour téléphone mobile.
- L'intro est similaire à celle du roman Casino Royale.
- La tante de Bond conduit la même Bentley que dans Casino Royale.
- Durant la scène du cirque il est annoncé un numéro du "The Mighty Donovan", une référence au père de Red Grant dans Bons baisers de Russie.
- L'édition américaine a été éditée pour supprimer les descriptions qui ont été considérées comme trop osées pour les jeunes lecteurs. Un exemple comprend une description des jambes de Wilder Lawless.
- Une Helleborus est une plante toxique ressemblant à une rose
- Hellebore laisse une cicatrice sur la joue de Bond qu'il a toujours adulte.
- Bond s'introduit lui-même par "Bond. James Bond"